# Ашим
А̀шим (на норвежки: Askim) е град и едноименна община в Южна Норвегия. Разположен е около река Глома, фюлке Йостфол на около 50 km южно от столицата Осло. Получава статут на община на 1 януари 1838 г., а статут на град през 1999 г. Има жп гара. Население от 14 472 жители според данни от преброяването към 1 януари 2008 г.

## Побратимени градове
- Вантаа, Финландия
- Люнгбю-Торбека, Дания
- Худинге, Швеция